# Mipotopoto
Mipotopoto ist ein Verwaltungsbezirk (Ward) des Distrikts Nyasa in der tansanischen Region Ruvuma.

## Geografie
Mipotopoto liegt im Südwesten von Tansania an der Grenze zu Mosambik. Die Grenze im Osten bildet der Fluss Rovuma. Der Bezirk grenzt im Norden an Liparamba, im Osten an Muhukuru des Distrikts Songea, im Süden an Mosambik und im Westen an Mpepo.
Bei der Volkszählung 2022 lebten 6499 Menschen in 1666 Haushalten auf einer Fläche von 416 Quadratkilometern.

## Gliederung
Der Bezirk besteht aus fünf Gemeinden (Mtaa) mit 22 Orten (Kitongoji):
| Mipotopoto - Mipotopoto - Kaloleni - Butiama - Malepela - Mitanga | Konganywita - Matenje - Mtungurusi - Ungoni - Magugu - Nindi | Uhuru - Bombambili - Mpapa - Kinondoni - Kizuka - Magengeni | Mitomoni - Kipyela - Mkanga - Kipelele | Mkalawa - Mkalawa - Mchomolo - Kitimbule - Kigawe |